# Каскетс
Каскетс (фр. Les Casquets) — острова в проливе Ла-Манш в составе Нормандских островов в 13 км к западу от острова Олдерни, коронного владения Великобритании Гернси.

## Название

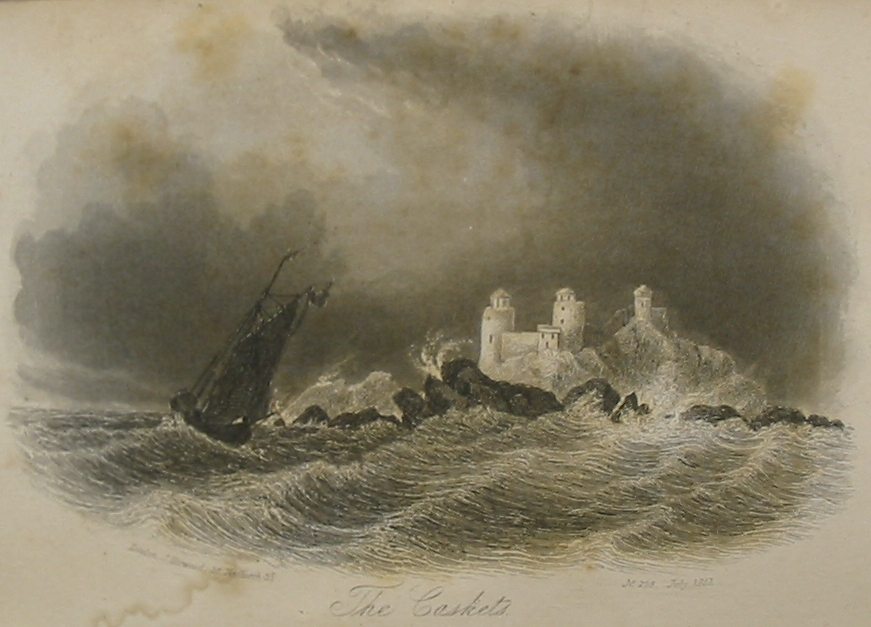
Острова Каскетс, изображение

Название произошло либо от фр. Сascade, то есть от волн вокруг островов, либо от фр. casque — шлемовидных скал, либо производная от фр. cas (сломанный) и фр. quet (скала).
На карте 1640 года (Leyland map) острова обозначены как лат. Casus Rupes сломанные скалы.
На островах Каскетс есть маяк.
Географические координаты островов Каскетс — 49°43′ с. ш. 02°22′ з. д..